# Levhart indický
Levhart indický (Panthera pardus fusca) či levhart skvrnitý indický, levhart kašmírský a levhart tibetský je poddruh levharta skvrnitého, který žije v jižní Asii. Vyznačuje se žlutou, žlutohnědou či zlatavou barvou srsti a relativně velkými skvrnami a rozetami. V některých částech areálu výskytu se objevují i černě zbarvení neboli melaničtí jedinci. Dosahuje hmotnosti i přes 70 kg a řadí se tak mezi velké poddruhy levharta skvrnitého. Loví především kopytníky a opice, zabíjí ale i různé menší šelmy a další dostupná zvířata. Vyskytuje se v Indii, Pákistánu, Nepálu, Bhútánu a v malých množstvích i v Bangladéši, Myanmaru a Číně. Odhad populace byl dosud publikován jen pro Indii v roce 2015 a podle něj dosahuje 12 000 až 14 000 jedinců. Hlavní hrozbou pro něj je nelegální lov a fragmentace životního prostředí. Status této šelmy IUCN nevyhodnocuje, ale předpokládá se, že bude prohlášen za zranitelný poddruh.

## Nomenklatura
Levharta indického popsal Friedrich Albrecht Anton Meyer v roce 1794 pod názvem Felis fusca v díle Zoologische Annalen, Band I. . Charakterizoval ho jako pantherovi (levhartovi skvrnitému) podobnou kočku z Bengálska se silnýma nohama, dlouhým ocasem, velkou hlavou, širokými plecemi, krátkýma ušima, šedožlutýma očima a černou či tmavě hnědou srstí. Fusca znamená v latině „hnědý“. Meyer popisoval melanické jedince umístěné v menažerii londýnského Toweru. Trinomické jméno Panthera pardus fusca obdržela šelma od britského přírodovědce Reginalda Innese Pococka v roce 1930. V současnosti je levhart indický veden jako jeden z devíti uznávaných poddruhů levharta skvrnitého. Při taxonomické revizi z let 1996 a 2001 k němu byly přiřazeny i do té doby separátní poddruhy levhart tibetský (nepálský) a levhart kašmírský.

## Popis
Levhart indický je velkým poddruhem levharta skvrnitého. Celková délka dosahuje až k 240 cm (z toho na ocas připadá až 1 metr). Délka lebek se pohybuje od 177 mm u menších samic po 250 mm u velkých samců. Zmíněné rozměry mohou být výjimečně i větší. Samci mohou vážit i přes 70 kg, ale nejde o pravidlo. Levhart indický drží absolutní rekord mezi všemi levharty - nejtěžší divoký jedinec, jaký kdy byl zvážen (pojmenovaný Balaji), dosáhl hmotnosti úctyhodných 108 kg. Pohlavní dimorfismus je podobně jako u ostatních poddruhů velmi rozvinutý, samice jsou výrazně menší. Barva srsti se regionálně dosti liší. Levharti z centrální Indie jsou světlejší a jasněji zbarvení než kusy žijící v Kašmíru a Nepálu - ti mají barvu spíše do olivova. Podobně je to i s délkou chlupů - jedinci žijící v horách mají srst delší a hustší. Rozety bývají větší a méně husté u populací z Indie, na horách žijící jedinci mívají rozety hustěji rozmístěné. Melanismus je poměrně běžný, především na jihu indického subkontinentu.

## Populace a rozšíření
Celková populace levharta indického není známa, ale existuje odhad k roku 2015 pro Indii, kde se vyskytuje jednoznačně nejvíce těchto šelem. Podle něj zde žije 12 000 až 14 000 jedinců. K tomuto číslu došla Wildlife Institute of India derivací z počtu 7910 levhartů žijících ve 13 indických státech v tygřích rezervacích nebo v jejich okolí. Nicméně samotný údaj 7910 vznikl extrapolací ze skutečného množství 1647 jedinců vyfotografovaných fotopastmi rozmístěnými především kvůli censu tygrů. Počet jedinců v Bangladéši je neznámý, ale nebude velký, V Bhútánu jde řádově o několik set jedinců, v Číně maximálně o desítky, odhad pro Nepál z roku 2011 hovoří o méně než 1000 kusech. V Pákistánu a Myanmaru poddruh P. p. fusca hraničí s poddruhy P. p. saxicolor respective P. p. delacouri a nejsou pro něj k dispozici žádné relevantní množstevní údaje.
Rozšíření levharta indického je omezeno několika přírodními bariérami, které zároveň přispěly k formování tohoto poddruhu. Na západě je to řeka Indus, na severu pásmo Himálaje, na východě řeka Iravádí a v ostatních směrech jeho šíření brání moře. Typickým biotopem jsou různé druhy lesních porostů (mangrovy, deštný les, opadavý les, horské lesy). Nevyskytuje se v pouštních oblastech a v horských územích nad čárou lesa. Nejvyšší nadmořská výška v níž byl zaznamenán bylo 5200 m n. m., ale většinou se pohybuje podstatně níže (v Indii obvykle do 3400 m n. m. v Nepálu do 4300 m n. m.).

## Biologie a ekologie

### Teritorialita
Levhart indický je převážně noční zvíře, i když dokáže být aktivní i kdykoliv během dne. Teritorium má různou velikost v závislosti na hustotě kořisti, přítomnosti konkurenčních predátorů a člověka. V Královském národním parku Bordia v Nepálu se pohybuje od 5,2 km² po 48 km². Samice s mláďaty obývají nejmenší území, samci mají největší. Hustota levhartů v několika indických národních parcích (Národní park Satpura, Tygří rezervace Sariska) byla nedávno zkoumána a oscilovala od cca 3 po více než 20 kusů na 100 km². V některých oblastech Indie může být hustota populace ještě vyšší. V Národním parku Sanjay Gandhi v Maharáštře žil v 90. letech 20. století v průměru na každých 2,4 km² jeden levhart.

### Potrava

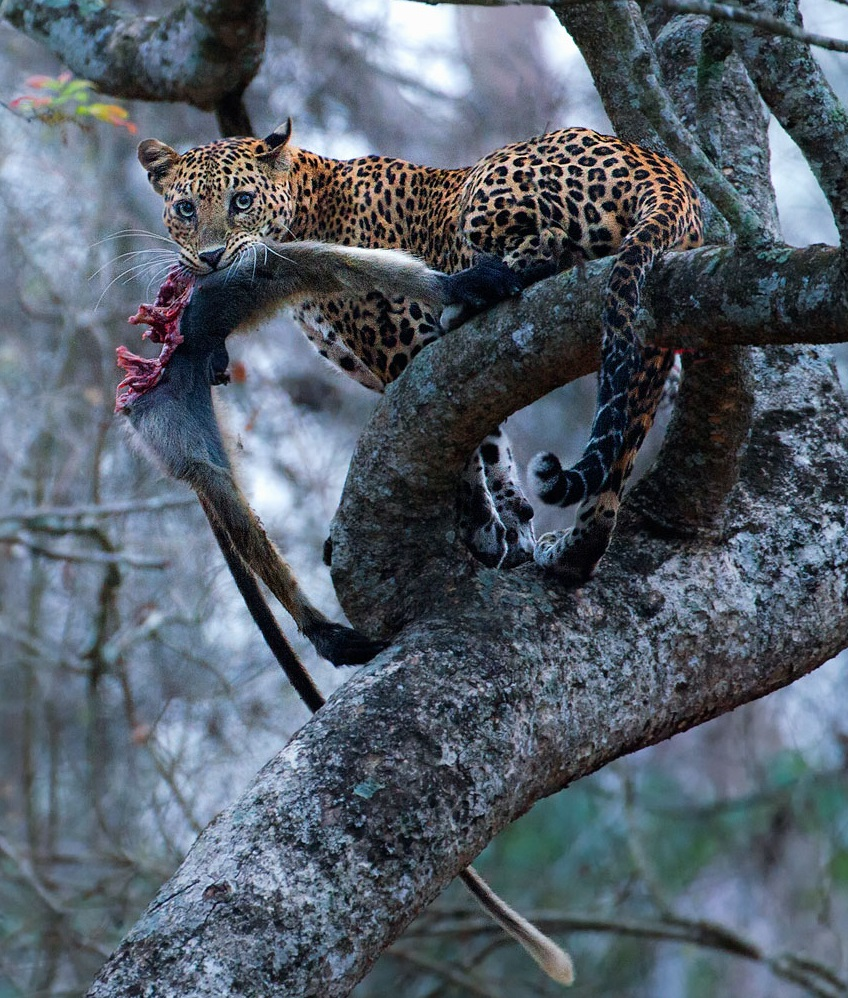
Levhart indický se zabitým hulmanem

Levhart indický je masožravec a predátor, který loví širokou škálu kořisti. Jeho oblíbenou potravou jsou menší a středně velcí kopytníci, jako jsou mladí sambaři, axisové, nilgau a jiné druhy jelenů či antilop. Dále je velmi schopný v lovu opic, především hulmanů. Například v Národním parku Mukandara Hills tvoří hulmani téměř 80 % jeho kořisti. Doplňkovou potravou jsou obvykle zajíci, divoká prasata, dikobrazi, ptáci, hlodavci, dále pak menší šelmy jako lišky, cibetky a šakalové. Výjimečně napadne i gaura. V blízkosti lidských sídel, kde je podstatně méně divokých druhů živočichů, se složení jeho kořisti může výrazně změnit. Zde se obvykle specializuje na psy domácí, kočky, kozy, ovce a mladé jedince turů včetně vodních buvolů.

### Rozmnožování
Levhart je samotářská šelma, která se druží jen v době páření. Samice v době říje láká samce svým pachem, otíráním se, vrněním a válením. Reprodukční chování indických levhartů je zřejmě rozdílné od afrických: doba kopulace bývá delší (průměrně 40 sekund) a méně častá (interval mezi kopulacemi 1 až 181 minut), nicméně pár spolu zůstává déle (6 až 9 dní). Mláďata se rodí obvykle po 96 dnech březosti. Poměr pohlaví bývá 1,7 samic na 1 samce. Samice se o mláďata stará do cca 1 až 1,5 roku věku. Pak si mladí jedinci odcházejí hledat vlastní teritorium.

### Konkurenti a nepřátelé
Hlavními konkurenty a nepřáteli levhartů indických jsou tygři. Levharti se musejí mít před svými většími příbuznými na pozoru, protože jakákoliv neopatrnost je může stát život. Většinou žijí při okrajích tygřích teritorií a přímým setkáním se snaží za každou cenu vyhnout. Na územích, kde došlo k reintrodukci tygrů, výrazně klesla populační hustota levhartů. Výhodou pro levharty je, že lépe snášejí přítomnost lidí a jejich vyrušování. Dokázali se poměrně dobře přizpůsobit životu v civilizací pozměněné krajině.
Dalšími konkurenty jsou psovité šelmy v podobě dhoulů a vlků. Spolupracující a semknutá smečka dokáže levharta nejen odehnat od kořisti, ale ve výjimečných případech i zabít. Osamocení dhoulové a vlci se mohou naopak sami stát levhartí kořistí.

## Ohrožení
Největší hrozbou pro levharty skvrnité je nelegální lov kvůli kožešinám, kostem, drápům, zubům a dalším částem těl. Problémem je i postupná ztráta životního prostředí kvůli masivnímu nárůstu lidské populace na indickém subkontinentu. S tím souvisí i častější konflikty mezi šelmami a lidmi v prostředí kulturní krajiny.

### Pytláctví

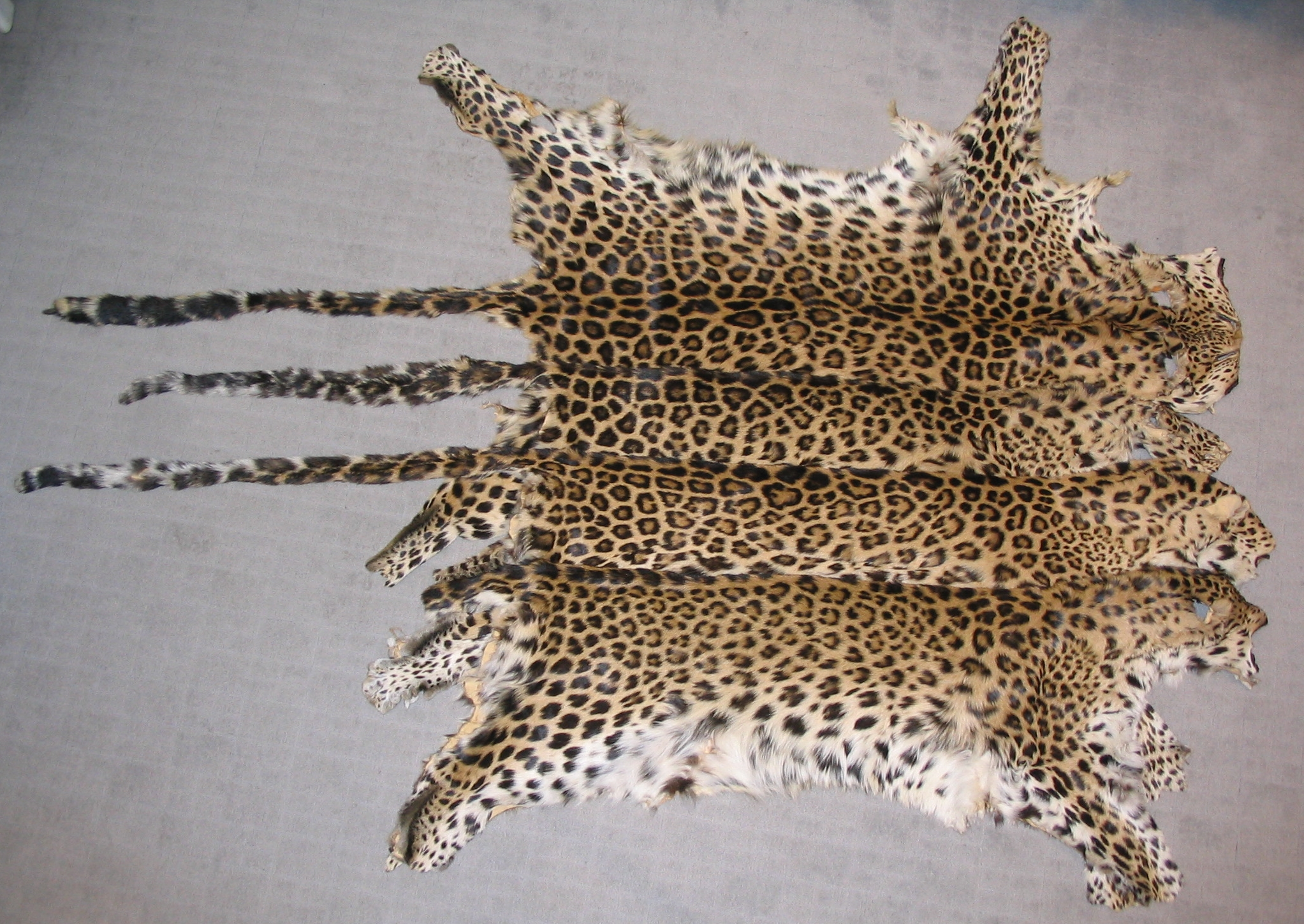
Kůže levhartů indických

Ačkoliv je levhart v Indii chráněn od roku 1972 zákonem, jeho zabíjení pytláky pokračuje i začátkem 21. století ve velkém měřítku. Oficiálně se udává, že od roku 1994 do roku 2015 bylo v Indii upytlačeno 4226 levhartů, nicméně skutečná čísla budou podstatně vyšší. Například nejznámější indický pytlák Sansar Chand (naštěstí od roku 2014 mrtvý) za svůj život prodal 470 tygřích a 2130 levhartích kůží celkem čtyřem klientům z Nepálu a Tibetu. Většina levhartích kůží a částí jejich těl směřuje na čínské trhy především do Lhasy. Kožešiny těchto šelem jsou mezi obyvateli tibetské Khamy (Khamby) považovány za ukázku bohatství a prestiže a zdobí si s nimi stany a tradiční obleky zvané chupas. Čínská medicína pak využívá levhartí kosti, zuby a drápy, protože jim přisuzuje, podobně jako tygřím částem, léčivé schopnosti. Na tomto obchodě se podílejí dobře organizované gangy lovců, pašeráků, zpracovatelů, překupníků a obchodníků. Jejich zisky jsou enormní. Konečná cena za jednu levhartí kůži se na čínském trhu pohybuje od 1020 do 2770 dolarů (za tygří cca desetkrát více), přičemž pokuty dosahují jen 440 až 1420 dolarů. Úřady jsou při potírání této kriminality neefektivní a mnohdy jsou do obchodu samy zapojeny (podplácení).

### Konflikty s lidmi
Rozšiřování zemědělství v podobě zvětšování plochy obdělávané půdy a růstu počtu dobytka jsou hlavními faktory ubývání vhodného biotopu pro divoká zvířata, levharty nevyjímaje. Levharti jsou však přizpůsobivé šelmy a dokáží přežívat i v blízkosti lidské civilizace (někdy dokonce přímo ve městech), přičemž se živí ve velké míře domácími zvířaty. Někdy mohou napadat i lidi. Výsledkem pak bývají mnohem častější konflikty s lidmi - levharti jsou na oplátku stříleni, tráveni či chytáni do pastí. Zabíjení však není oficiálně povoleno a indické úřady se snaží chycené levharty přesouvat na místa dále od lidí.

#### Lidožrouti

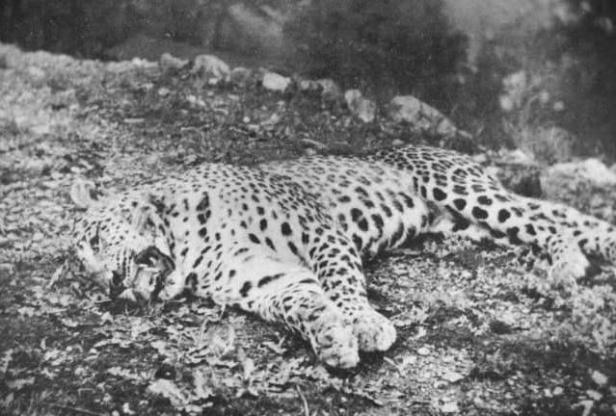
Rekordmanem mezi lidožrouty byl tento levhart z Panaru zabitý Jimmem Corbettem. Měl na svědomí cca 400 lidských životů.

Lidožroutství je mezi indickými levharty relativně nejčastější ze všech poddruhů, nicméně četnost útoků se liší podle regionu a historického období. Levharti lovili naše předky již v pravěku a v současnosti jsou to největší nepřátelé primátů. Jejich nebezpečnost se ještě umocňuje tím, že jsou méně náchylní k vyrušování než tygři a lvi a dokáží žít dosti nenápadným způsobem života.
Útoky levhartů dosáhly zřejmě svého vrcholu v Indii koncem 19. a začátkem 20. století v souvislosti s masivní urbanizací. I začátkem 21. století jsou relativně běžné a v některých oblastech zabijí levharti více lidí než všechna ostatní zvířata dohromady. Největší nebezpečí hrozí v indických státech Gudžarát, Himáčalpradéš, Maháráštra, Uttarákhand, a Západní Bengálsko. V Nepálu existuje také poměrně velké riziko napadení, především v centrálních regionech.
Většina levhartů útočí v sebeobraně či ve stresu a člověk pro ně nepředstavuje kořist nýbrž nebezpečí, třebas domnělé. Takových případů existuje velké množství a mnohdy nejsou ani oficiálně zaznamenány. Klasičtí lidožrouti jsou poměrně vzácní, ale bývají extrémně nebezpeční a těžko polapitelní, neboť operují na velkém území a nereagují na návnady. V naprosté většině případů jde o samce. Napadají převážně ženy a děti, protože dospělí muži jsou pro ně již potenciálně nebezpečnými soupeři. Dospělý člověk se dokáže občas útoku ubránit, zvláště pokud má nějakou osobní zbraň či nástroj, i když většinou za cenu těžkých zranění. Nejznámějšími zabijáky lidí byli levharti z Panaru (cca 400 zabitých), z Centrálních provincií (přes 150 zabitých), Rudraprayagu (cca 126 zabitých), Gummalapuru (42 zabitých), Yellagiri Hills (nejméně 3 zabití) a Gunsoru (20 zabitých). Jejich řádění a pronásledování zaznamenali lovci lidožravých šelem Jim Corbett a Kenneth Anderson.

## Ochrana
Jedním z prvních lidí, kteří doporučovali, aby byl levhart indický chráněn, byl Frederick Walter Champion, který v roce 1933 publikoval stať What is the use of leopards?, kde se snažil vylíčit kvality této šelmy a varovat před jejím bezhlavým vybíjením. Další osobností, která se pokoušela zpopularizovat a oddémonizovat tuto šelmu byl Billy Arjan Singh, který choval několik polodivokých levhartů, napsal o svých zážitcích s nimi knihu (Prince of Cats) a natočil dokumentární film. Levhart indický je v Indii podle Wildlife Protection Act chráněn od roku 1972, přičemž je zakázáno s ním obchodovat či ho zabíjet. Problematická zvířata jsou odchytávána a odvážena pryč od civilizace. Problémem je nicméně dodržování a vymáhání zákona o ochraně. V Nepálu podléhá od roku 1973 ochraně uvnitř přírodních rezervací, nicméně až donedávna byl považován za zvíře běžné, nepotřebující zvláštní péči. Zpráva o savcích Nepálu z roku 2011 už ho ale zmiňuje jako zranitelného.

## Kultura
Levharta indického lidé v minulosti chovali a využívali jako lovecké zvíře, ačkoliv takové popularity jako gepard nikdy nedosáhl. Černý levhart jménem Baghíra patří mezi jednu z hlavních postav Knihy džunglí od Rudyarda Kiplinga.

## Galerie

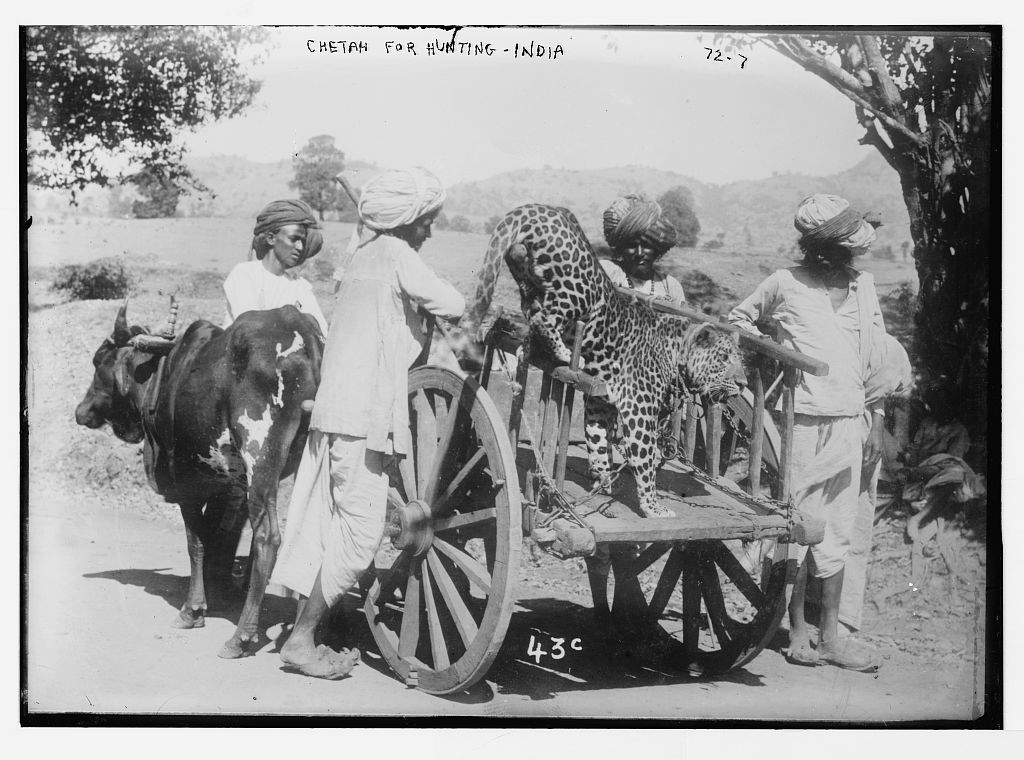
Levhart indický jako lovecké zvíře (foto ze začátku 20. století)
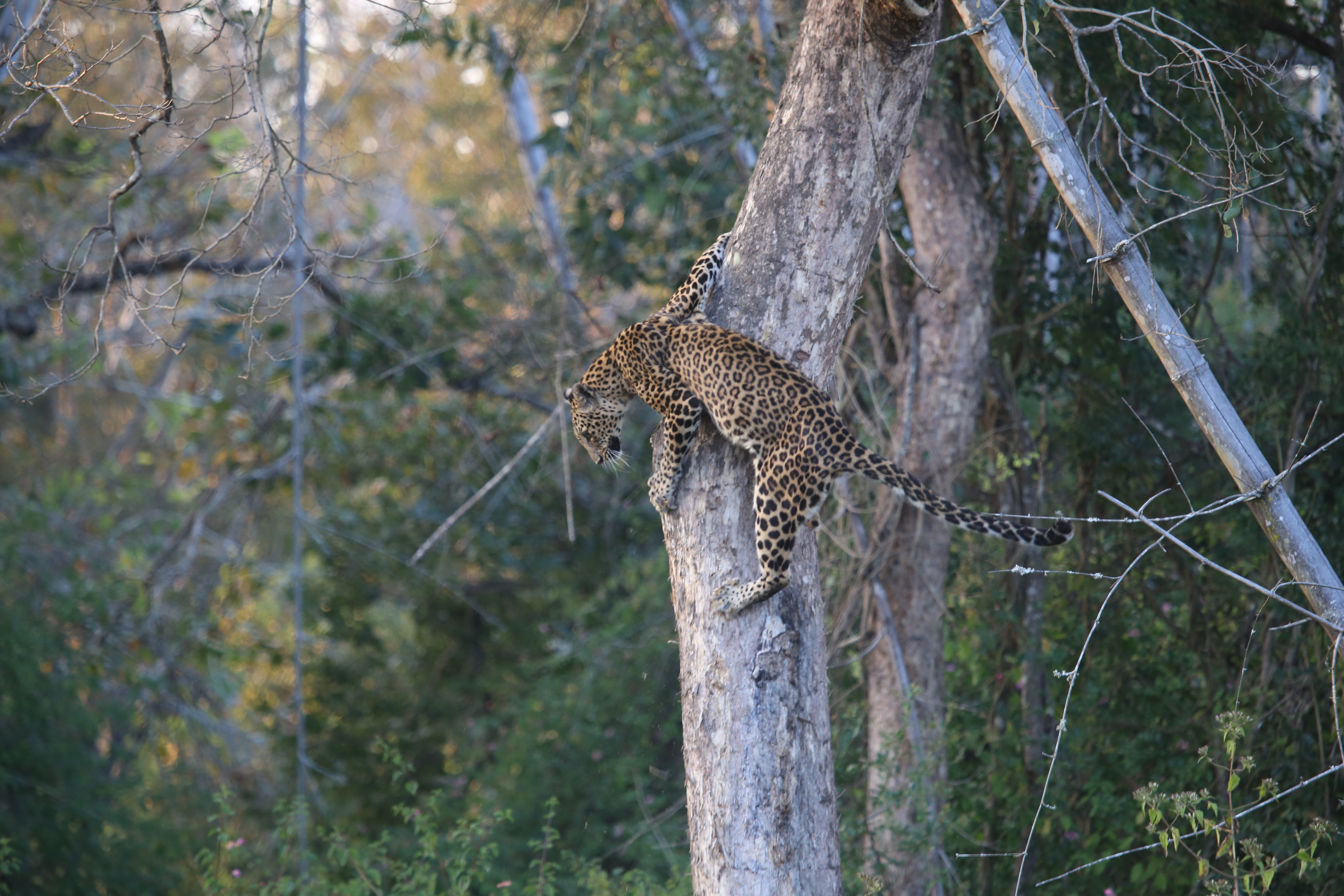
Levhart je vynikající lezec, ale ne vždy jde vše hladce
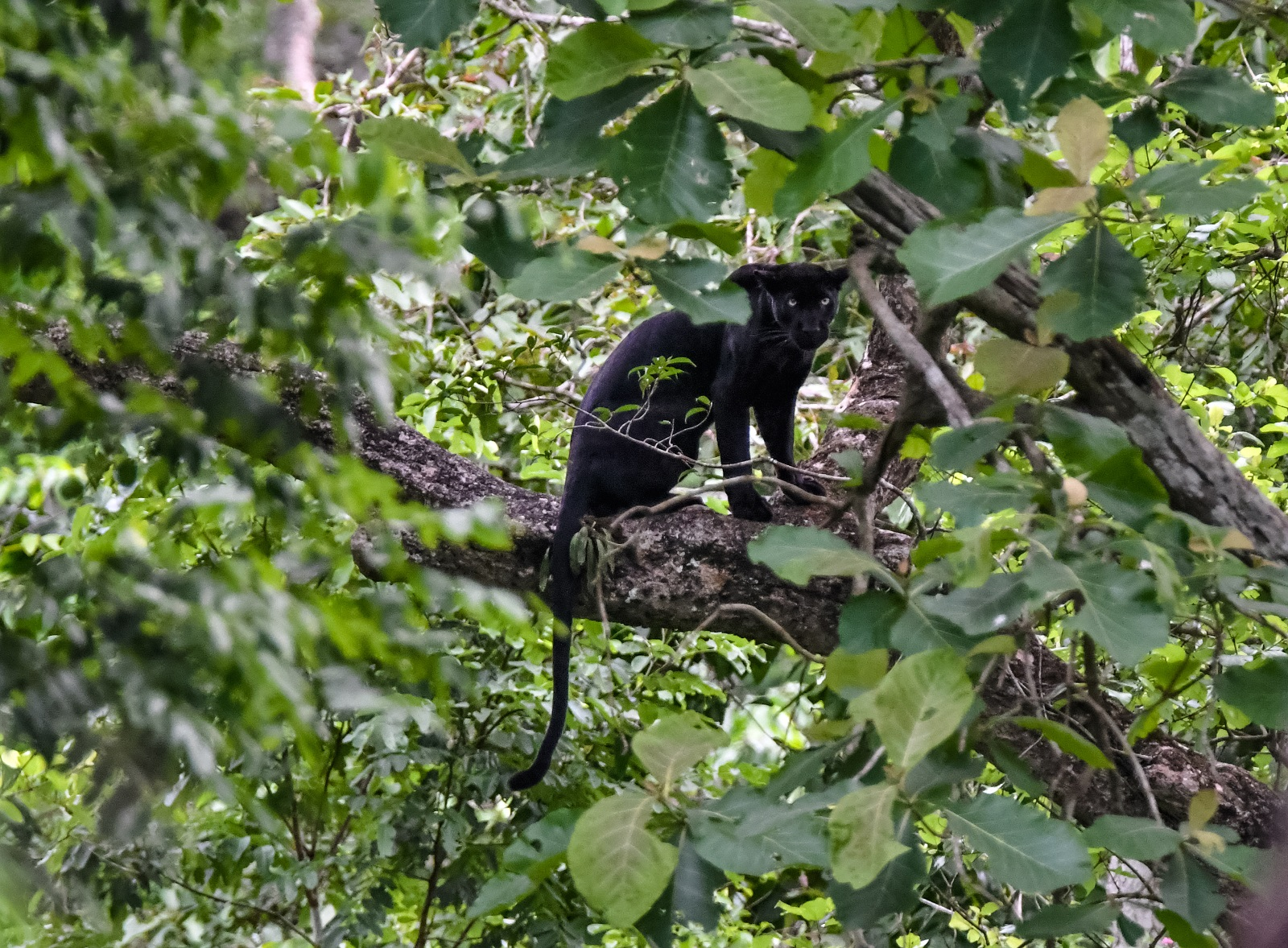
Černý panter neboli melanická forma levharta indického
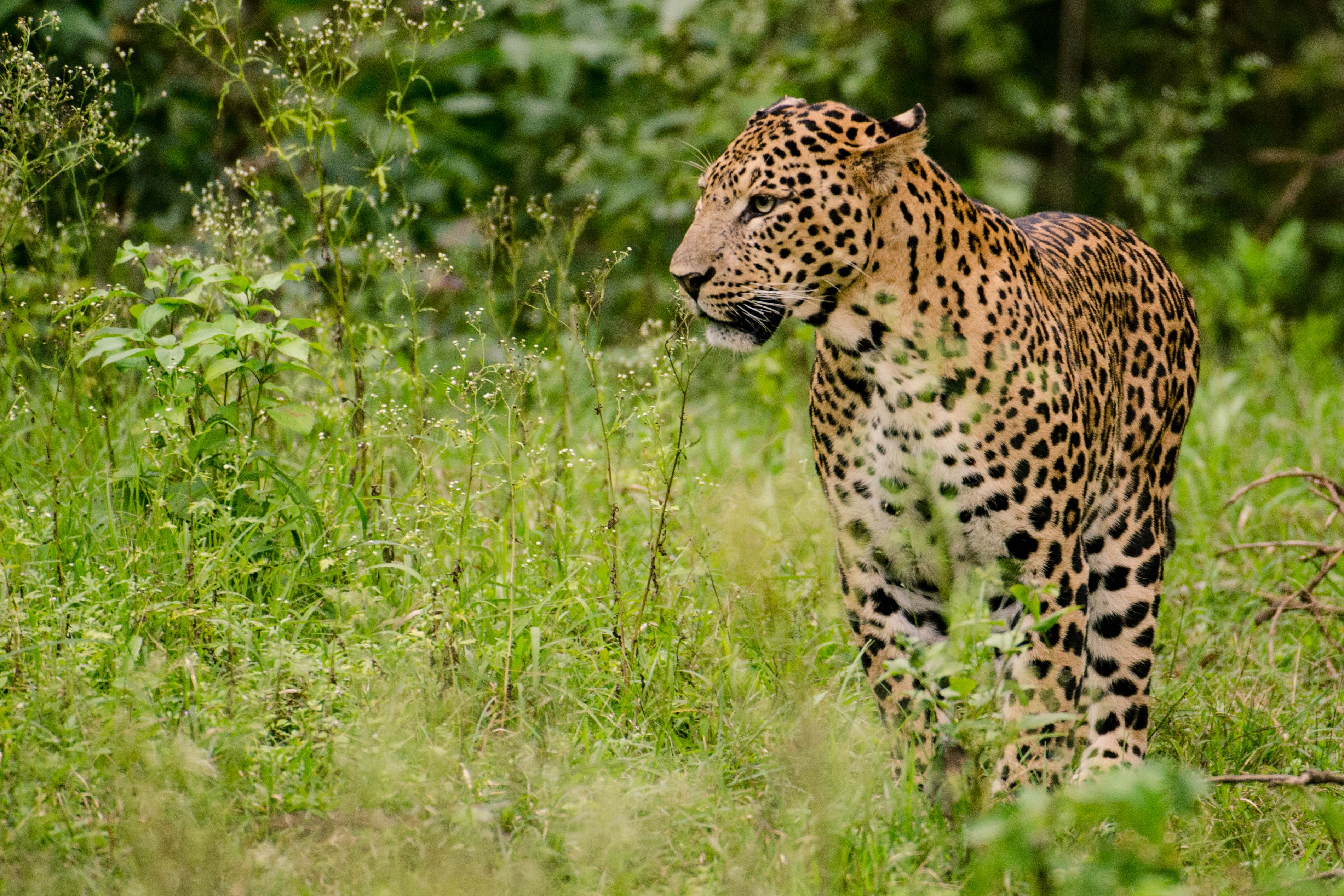
Samec levharta indického vyfocený v NP Nagarhole
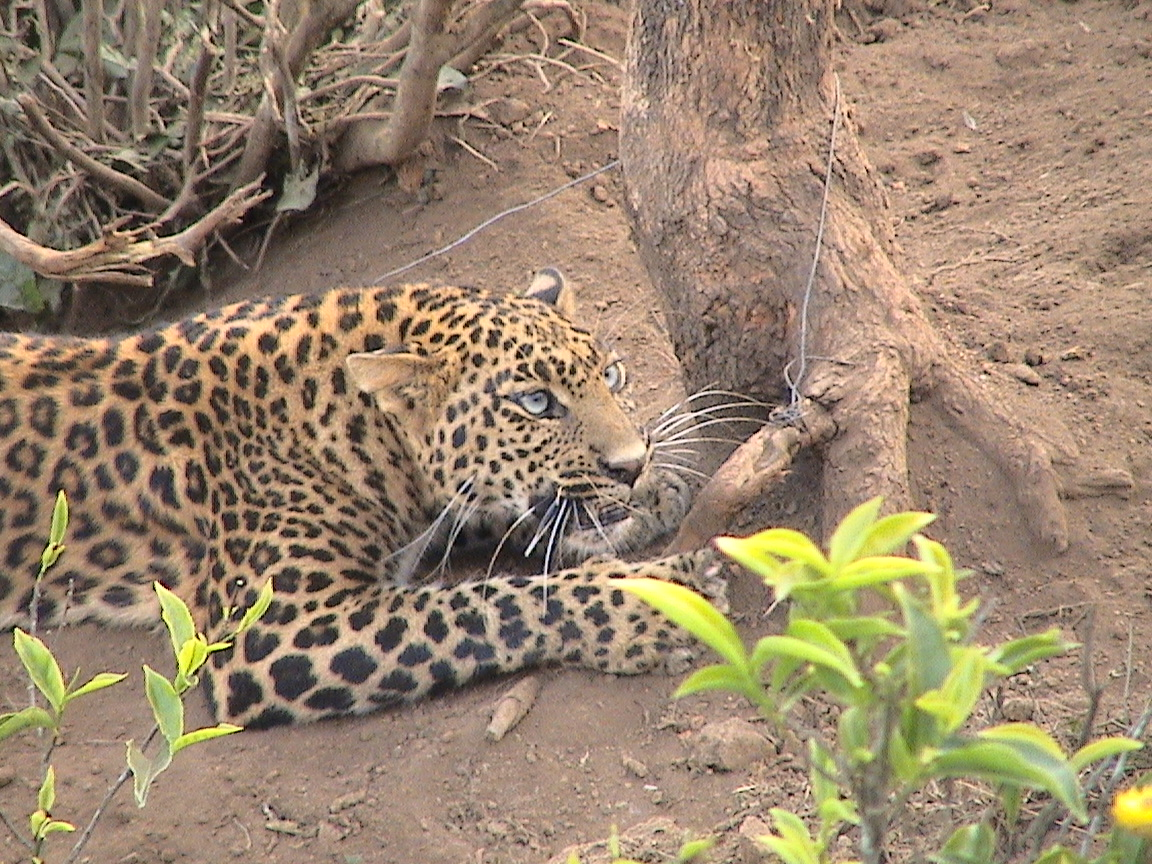
Levhart indický chycený do pytláckého oka
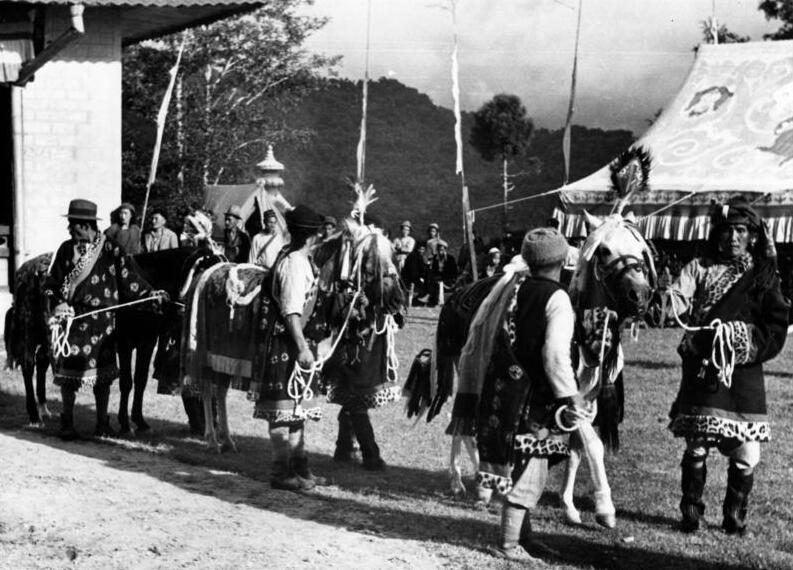
Tradiční tibetské oděvy zčásti sešité z levhartích kožešin
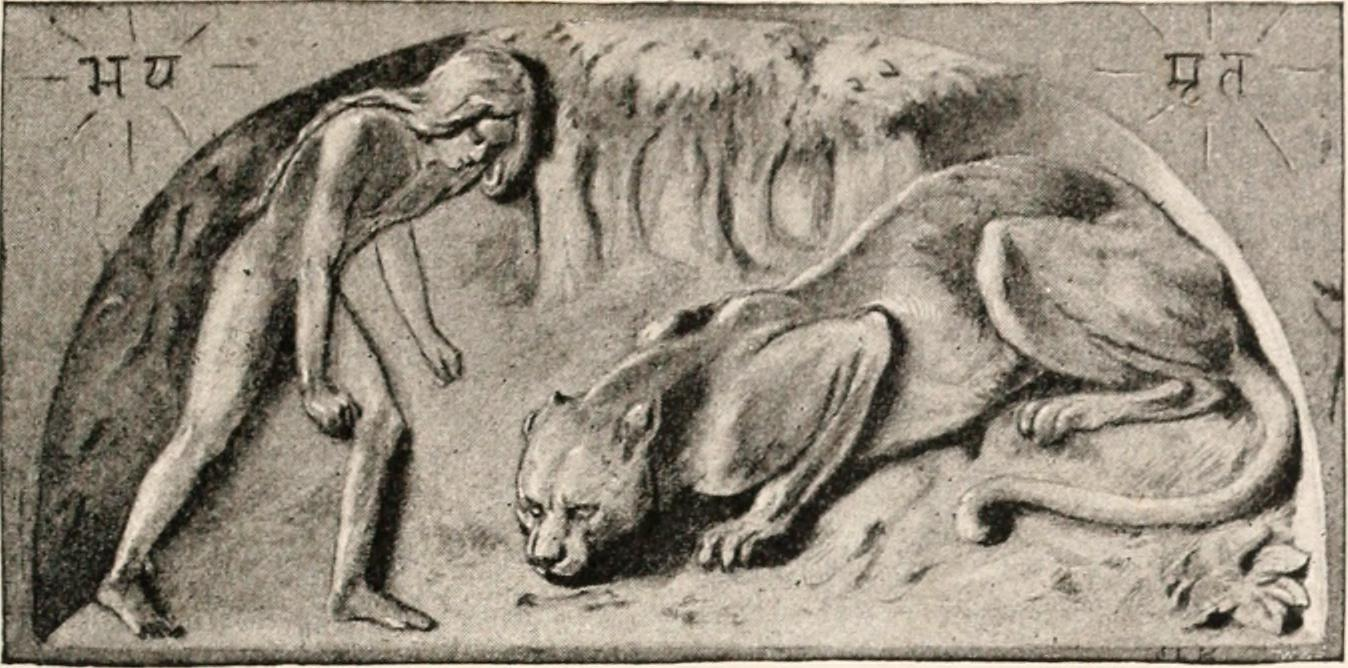
Mauglí a Baghíra z Kiplingovy Knihy džunglí